# Paracles klagesi
Paracles klagesi là một loài bướm đêm thuộc phân họ Arctiinae, họ Erebidae.